# Intel 80487
L'Intel 80487 (abbreviazioni comuni: "80487", "487SX") è un coprocessore matematico prodotto da Intel a partire dal 1991. In particolare è un microprocessore monolitico special purpose progettato per essere utilizzato come unità di calcolo in virgola mobile insieme alla CPU i486SX, la versione priva del calcolo in vigola mobile del i486DX.
In realtà il 487SX era un processore 486DX a tutti gli effetti con una piedinatura leggermente differente ed un pin aggiuntivo, usato per evitare errate installazioni del chip nel suo zoccolo. Quando il 487SX veniva inserito nel suo zoccolo, esso disattivava il 486SX presente nel sistema, sostituendosi completamente ad esso.